# Жижич, Нина
Нина Жижич (черног. Нина Жижић; род. 20 апреля 1985, Никшич, СР Черногория, СФРЮ) — черногорская поп-певица и автор песен. Представительница Черногории на конкурсе песни «Евровидение-2013» совместно с группой «Who See» и на  конкурсе «Евровидение-2025».

## Биография
В декабре 2012 года RTCG объявила, что Who See будут представлять Черногорию на конкурсе песни «Евровидение-2013», который пройдет в Мальмё, вместе с «тайным исполнителем» которым, как позже выяснилось, стала Нина Жижич. Их песней стала «Igranka». Песня была исполнена в первом полуфинале, заняв 12-е место с 41 баллом, и не сумев пройти в финал.
В 2021 году Нина Жижич была членом жюри внутреннего отбора представителя Черногории на конкурс песни «Евровидение-2022».
В ноябре 2024 году Нина Жижич приняла участие в черногорском национальном отборе Montesong для песенного конкурса «Евровидение-2025», где заняла второе место. Однако, 4 декабря 2024 года группа Neonoen отказалась от участия по причине скандала, связанным с исполнением песни до 1 сентября 2024 года на Festival Kulture Zabjelo, что запрещено правилами. 
8 декабря 2024 года было объявлено, что Нина Жижич выбрана представительницей Черногории на конкурсе «Евровидение-2025», вместо группы NeonoeN.